# یونان امیل
یونان امیل (انگلیسی: Yonan Emile) بازیکن بسکتبال اهل عراق بود.